# Gianni Quaranta
Gianni Quaranta (* 30. August 1943 in Arsiè, Provinz Belluno, Italien) ist ein italienischer Artdirector und Szenenbildner, der einen Oscar, zweimal den British Academy Film Award (BAFTA Film Award), einen César sowie zweimal das Nastro d’Argento des Sindacato Nazionale Giornalisti Cinematografici Italiani (SNGCI) gewann.

## Leben
Quaranta begann seine Laufbahn als Artdirector und Szenenbildner 1971 bei dem Film Sacco e Vanzetti und arbeitete bis 2009 an über vierzig Filmen mit.
1974 war er zusammen mit Lorenzo Mongiardino und Carmelo Patrono für den Oscar für das beste Szenenbild in dem Film Bruder Sonne, Schwester Mond (1972) von Franco Zeffirelli mit Graham Faulkner, Judi Bowker und Leigh Lawson.
1978 gewann er für das beste Produktionsdesign in Jesus von Nazareth (1977) von Franco Zeffirelli mit Robert Powell, Anne Bancroft und Ernest Borgnine sein erstes Nastro d’Argento.
Eine weitere Oscarnominierung für das beste Szenenbild erhielt er zusammen mit Franco Zeffirelli 1983 für die Verfilmung von La Traviata (1982) von Franco Zeffirelli mit Teresa Stratas und Plácido Domingo. Für diesen Filmen gewannen er und Zeffirelli auch den BAFTA Film Award für das beste Szenenbild sowie das Nastro d’Argento, das Silberne Band des Sindacato Nazionale Giornalisti Cinematografici Italiani (SNGCI).
Bei der Oscarverleihung 1987 gewann er zusammen mit Brian Ackland-Snow, Brian Savegar und Elio Altramura den Oscar für das beste Szenenbild in dem nach dem gleichnamigen Roman von E. M. Forster entstandenen Film Zimmer mit Aussicht (1985) von James Ivory mit Maggie Smith, Helena Bonham Carter und Denholm Elliott in den Hauptrollen. Daneben erhielt er zusammen mit Quaranta auch 1987 den BAFTA Film Award für das beste Szenenbild.
Für das Szenenbild in dem Film Farinelli (1994) von Gérard Corbiau mit Stefano Donisi, Enrico Lo Verso und Elsa Zylberstein gewann er bei der Verleihung des César 1995 den César für das beste Szenenbild und war außerdem für diesen Film für den David di Donatello für das beste Produktionsdesign nominiert.

## Filmografie (Auswahl)
- 1971: Sacco und Vanzetti (Sacco e Vanzetti)
- 1972: Bruder Sonne, Schwester Mond
- 1976: 1900
- 1977: Jesus von Nazareth
- 1980: Der Tag, an dem Christus starb (Fernsehfilm)
- 1982: Tempest
- 1985: Zimmer mit Aussicht
- 1990: Der Trost von Fremden (The Comfort of Strangers)
- 1994: Farinelli
- 2000: Mirka
- 2009: Metropolitan Opera: Live in HD (Fernsehserie)

## Auszeichnungen
- 1978: Nastro d’Argento für das beste Produktionsdesign
- 1983: BAFTA Film Award für das beste Szenenbild
- 1983: Nastro d’Argento für das beste Produktionsdesign
- 1987: Oscar für das beste Szenenbild
- 1987: BAFTA Film Award für das beste Szenenbild
- 1995: César für das beste Szenenbild